# Người Mỹ gốc Quần đảo Thái Bình Dương
Người Mỹ gốc Quần đảo Thái Bình Dương còn được gọi là Người Mỹ gốc Châu Đại Dương, người Mỹ gốc đảo Thái Bình Dương, hoặc người Hawaii gốc và/hoặc người Mỹ gốc đảo Thái Bình Dương khác, là người Mỹ có tổ tiên dân tộc trong số các dân tộc bản địa của Châu Đại Dương (tức người Polynesia, Melanesia và Micronesia). Vì mục đích của nó, cục điều tra dân số Hoa Kỳ cũng tính người Úc bản địa như một phần của nhóm này.
Người Mỹ gốc đảo Thái Bình Dương chiếm 0,5% dân số Hoa Kỳ, bao gồm cả những người có tổ tiên một phần của Quần đảo Thái Bình Dương, liệt kê khoảng 1,4 triệu người. Các nhóm dân tộc lớn nhất của người Mỹ gốc Quần đảo Thái Bình Dương là người bản xứ người Hawaii, Samoa, Chamorro, Fijia, Marshall và Tonga. Người Hawaii bản xứ, người Samoa, người Tonga và người Chamorros có cộng đồng lớn ở Hawaii, California và Utah, với các cộng đồng lớn ở Washington, Nevada, Oregon, Texas và Alaska. Người Fiji chủ yếu có trụ sở tại California.
Samoa thuộc Mỹ, Quần đảo Bắc Mariana và Đảo Guam là những vùng lãnh thổ (lãnh thổ Hoa Kỳ), trong khi Hawaii là tiểu bang.